# Tortula lithophila
Tortula lithophila là một loài Rêu trong họ Pottiaceae. Loài này được Dusén miêu tả khoa học đầu tiên năm 1906.